# John Barber
John Barber (Little Marlow, Buckinghamshire, 22 juli 1929 – Palma de Mallorca, 4 februari 2015) was een Formule 1-coureur uit Engeland.

## Loopbaan
Barber reed één race in de Formule 1, de Grand Prix van Argentinië in 1953, voor het team Cooper.